# Фиш (Заргау)
Фиш (њем. Fisch) општина је у њемачкој савезној држави Рајна-Палатинат. Једно је од 103 општинска средишта округа Трир-Сарбург. Према процјени из 2010. у општини је живјело 359 становника. Посједује регионалну шифру (AGS) 7235025.

## Географски и демографски подаци
Фиш се налази у савезној држави Рајна-Палатинат у округу Трир-Сарбург. Општина се налази на надморској висини од 350 метара. Површина општине износи 6,9 km². У самом мјесту је, према процјени из 2010. године, живјело 359 становника. Просјечна густина становништва износи 52 становника/km².

## Међународна сарадња
| Мјесто | Држава    | Врста сарадње | Од    |
| ------ | --------- | ------------- | ----- |
|        | Француска | партнерство   | 1978. |
|        | Француска | партнерство   | 1974. |
| Извор  |           |               |       |